# Aéroport de Rondonópolis
L'aéroport de Rondonópolis aussi appelé aéroport Maestro Marinho Franco (code IATA : ROO • code OACI : SBRD, formerly SWRD) est l'aéroport desservant la ville de Rondonópolis au Brésil.

## Compagnies aériennes et destinations
| Compagnies              | Destinations   |
| ----------------------- | -------------- |
| Azul Brazilian Airlines | Cuiabá         |
| Passaredo Linhas Aéreas | Ribeirão Preto |

## Accès
L'aéroport est situé à 16 km du centre-ville de Rondonópolis.